# Novoprojládnoye
Novoprojládnoye (en ruso: Новопрохладное) es un pueblo (selo) del raión de Maikop en la república de Adiguesia de Rusia. Está situado en la confluencia del río Sajrai y su afluente el río Gosh, 42 km al sudeste de Tulski y 54 km al sur de Maikop, la capital de la república. Tenía 183 habitantes en 2010
Pertenece al municipio de Dájovskaya.